# Eunidia clathrata
Eunidia clathrata là một loài bọ cánh cứng trong họ Cerambycidae.